# Aleksy Husarzewski
Aleksy Onufry Husarzewski, także Hussarzewski herbu Sas i Prus (ur. 1714, zm. 25 grudnia 1782) – polski dyplomata, komisarz królewski w Gdańsku, starosta lipieński. 

## Życiorys
Syn Franciszka Kazimierza porucznika piechoty królewskiej, dziedzica wsi Szczygły w ziemi łukowskiej (województwo lubelskie) i Marianny Szczygielskiej herbu Nowina. Miał sześciu braci: Jana, szambelana króla Augusta III i stolnika smoleńskiego, Karola, majora wojsk saskich, Wojciecha, majora wojsk polskich, następnie pruskich, Ignacego, kapitana wojsk koronnych, Tomasza, księdza i profesora Akademii Wileńskiej, Hieronima, kapitana gwardii królewskiej. Od młodości związany z rodziną Poniatowskich, cieszył się ich zaufaniem. Od około 1764 pełnił funkcję nieformalnego przedstawiciela króla Stanisława Augusta Poniatowskiego w Gdańsku, od 1764 jako komisarz do spraw przyjęcia palowego, od 1768 komisarz palowy, zaś w 1770 uczynił go generalnym komisarzem królewskim w Gdańsku (1770-1782). Był uważany za zaufanego człowieka Poniatowskiego, de facto królewskiego ministra zagranicznej propagandy prasowej, m.in. był odpowiedzialny za kontakty pomiędzy dworem królewskim a zagranicznymi dziennikami (takimi jak Courier du Bas-Rhin i Nouvelles Extraordinaires de Divers Endroits).
Od dzieciństwa przebywał na dworze Stanisława Poniatowskiego, ojca przyszłego króla polskiego, związany z rodziną Poniatowskich. Następnie był dworzaninem i szambelanem Adama Stanisława Grabowskiego, biskupa chełmińskiego, następnie warmińskiego. Dzięki finansowej pomocy biskupa przebywał między innymi w Rzymie, Wenecji i Neapolu, gdzie zainteresował się wykopaliskami archeologicznymi w Herkulanum, uchodził później za eksperta rzeźby antycznej. Około 1742 przebywał w Paryżu i Niderlandach, po powrocie do kraju w 1744 otrzymał od króla patent kapitana wojsk koronnych.
W 1749 był sekretarzem w komisji królewskiej rozpatrującej wewnętrzne spory Gdańska, w 1750 został szambelanem. W 1759 prowadził w Gdańsku negocjacje z władzami miasta w sprawie rzekomo zalegających opłat należnych królowi z culagi. W 1764 król polski Stanisław August Poniatowski mianował go królewskim komisarzem w Gdańsku, którego głównym zadaniem było pilnowanie poboru opłat należnego głowie państwa z cła palowego (od 1768 z pensją 2000 dukatów). W 1766 otrzymał indygenat pruski, co było wymagane do objęcia stanowisk na tym terenie. Po rozszerzeniu obowiązków został w 1770 królewskim komisarzem generalnym. Stanowisko to faktycznie było równorzędne rezydentom królewskim w Gdańsku, nieobecnym w mieście od 1753. Przeciwnik konfederacji barskiej, zwalczał w Gdańsku przybywających tu ich zwolenników, np. bezceremonialnie przechwytując i czytając korespondencję wspierającego ich francuskiego rezydenta w Gdańsku, następnie pieczętując listy fałszywą pieczęcią przesyłał je do właściwych adresatów.
Początkowo niechętny gdańszczanom, uważając ich za bardziej zainteresowanych autonomią miasta niż związkami z Rzeczpospolitą, po dłuższym pobycie w mieście zmienił zdanie, ściśle współpracując z Radą Miejską. W okresie I rozbioru Polski występował przeciwko szykanom gospodarczym i politycznym ze strony państwa pruskiego wobec Gdańska, domagał się od króla Stanisława Augusta Poniatowskiego pomocy dla zagrożonego miasta. Był uważany za zaufanego człowieka Poniatowskiego, de facto królewskiego ministra zagranicznej propagandy prasowej. W zagranicznej prasie publikował materiały dotyczące sytuacji Gdańska m.in. był odpowiedzialny za kontakty pomiędzy dworem królewskim a zagranicznymi dziennikami (takimi jak Courier du Bas-Rhin i Nouvelles Extraordinaires de Divers Endroits). Starał się dla sprawy gdańskiej nawiązać kontakty z Anglią i Rosją. Utrzymywał stały kontakt z dworem polskim, informował go o wydarzeniach mających miejsce w Gdańsku i w Prusach Królewskich (zachowała się bogata korespondencja).
Głównym źródłem jego utrzymania były zajmowane stanowiska, a także obrót pieniędzmi oraz starostwami. Władał kilkoma językami obcymi, przejawiał zainteresowania literaturą, historią i sztuką; w Gdańsku wydał wiersze Adama Stanisława Naruszewicza. Od 1776 jego sekretarzem był Friedrich Ernst Hennig-Henninski (1750–1810), po nagłej śmierci jego następca na urzędzie.
Od 1752 żonaty był z Magdaleną, córką podkomorzego różańskiego Karola Podoskiego herbu Junosza, zmarłą w wyniku komplikacji poporodowych po urodzeniu 4 V 1765 córki Anny Teodory i pochowaną 8 lipca w gdańskim kościele św. Józefa. Miał z nią, oprócz córki Anny Teodory (8 IV 1765 Gdańsk – 1 VI 1781 Gdańsk, w wieku 16 lat, miesiąca i 14 dni), także syna zmarłego w wieku kilku lat oraz Karola Antoniego (ur. 12 VI 1755 Lidzbark Warmiński), szambelana króla Stanisława Augusta Poniatowskiego, w 1814 obdarzonego przez króla pruskiego Fryderyka Wilhelma III tytułem hrabiego. Zmarł na atak serca, pochowany został 14 I 1783 obok żony i córki w kościele św. Józefa.